# The Voice (format)
     Lokalna wersja The Voice
     Lokalna wersja The Voice i The Voice Kids
     Lokalna wersja The Voice, The Voice Kids i The Voice Teens
     Lokalna wersja The Voice, The Voice Kids i The Voice Senior
     Regionalna lub wielokulturowa wersja The Voice
     Regionalna lub wielokulturowa wersja The Voice i The Voice Kids

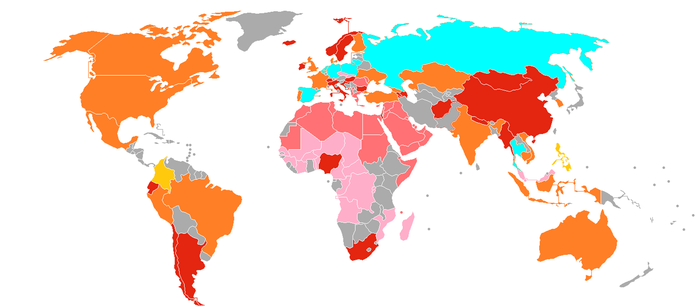
Mapa uwzględniająca kraje z licencją na realizację programu:
Lokalna wersja The Voice
Lokalna wersja The Voice i The Voice Kids
Lokalna wersja The Voice, The Voice Kids i The Voice Teens
Lokalna wersja The Voice, The Voice Kids i The Voice Senior
Regionalna lub wielokulturowa wersja The Voice
Regionalna lub wielokulturowa wersja The Voice i The Voice Kids

The Voice – międzynarodowy format telewizyjny typu talent show stworzony przez Johna de Mola. Zadebiutował we wrześniu 2010 na kanale stacji RTL 4 jako The Voice of Holland.

## Historia
Koncepcję programu The Voice stworzył producent John de Mol i piosenkarz Roel van Velzen. Z założenia program ma skupiać się głównie na umiejętnościach wokalnych uczestników, co ma wyróżniać go od innych telewizyjnych konkursów talentów, takich jak Idol czy X Factor.
17 września 2010 wystartowała pierwsza edycja programu The Voice of Holland. Wkrótce kolejne państwa zaczęły wykupować licencję na realizację formatu.